# Tinerețe fără tinerețe (nuvelă)
„Tinerețe fără tinerețe” este o nuvelă fantastică de Mircea Eliade, din 1976. Prezintă viața lui Dominic Matei, un bătrân profesor român care, în urma unui eveniment catastrofic, întinerește și posedă abilități intelectuale deosebite. În 2007 a fost realizat un film pe baza acestei nuvele, Tinerețe fără tinerețe regizat de Francis Ford Coppola.

## Traduceri
Nuvela „Tinerețe fără tinerețe” a fost tradusă în mai multe limbi străine:
- cehă („Nemladá mladost”, în vol. Tajemství doktora Honigbergera, Editura Vyšehrad, Praga, 1990; traducere de Jiří Našinec),[1][2]
- japoneză („Waka-sa naki waka-sa”, în vol. Eriāde gensō shōsetsu zenshū, vol. 3 (1974-1982), Sakuhinsha, Chiyoda, Tokyo, 2005; traducere de Haruya Sumiya)[3][4] etc.
- sârbă („Mladost bez mladosti”, Geopoetika, Belgrad 2020; traducere de Gabrijel Babuc)[5]

## Legături externe
- en  Istoria publicării lucrării Tinerețe fără tinerețe la Internet Speculative Fiction Database
- Teodor Chiribău -Dimensiuni ale temporalității în nuvela fantastică eliadescă  Arhivat în 25 martie 2014, la Wayback Machine.
- Mit și simbol în nuvela lui Eliade Tinerețe fără de tinerețe Arhivat în 25 martie 2014, la Wayback Machine.